# P6 ex-Prusse
Pour les articles homonymes, voir P6.

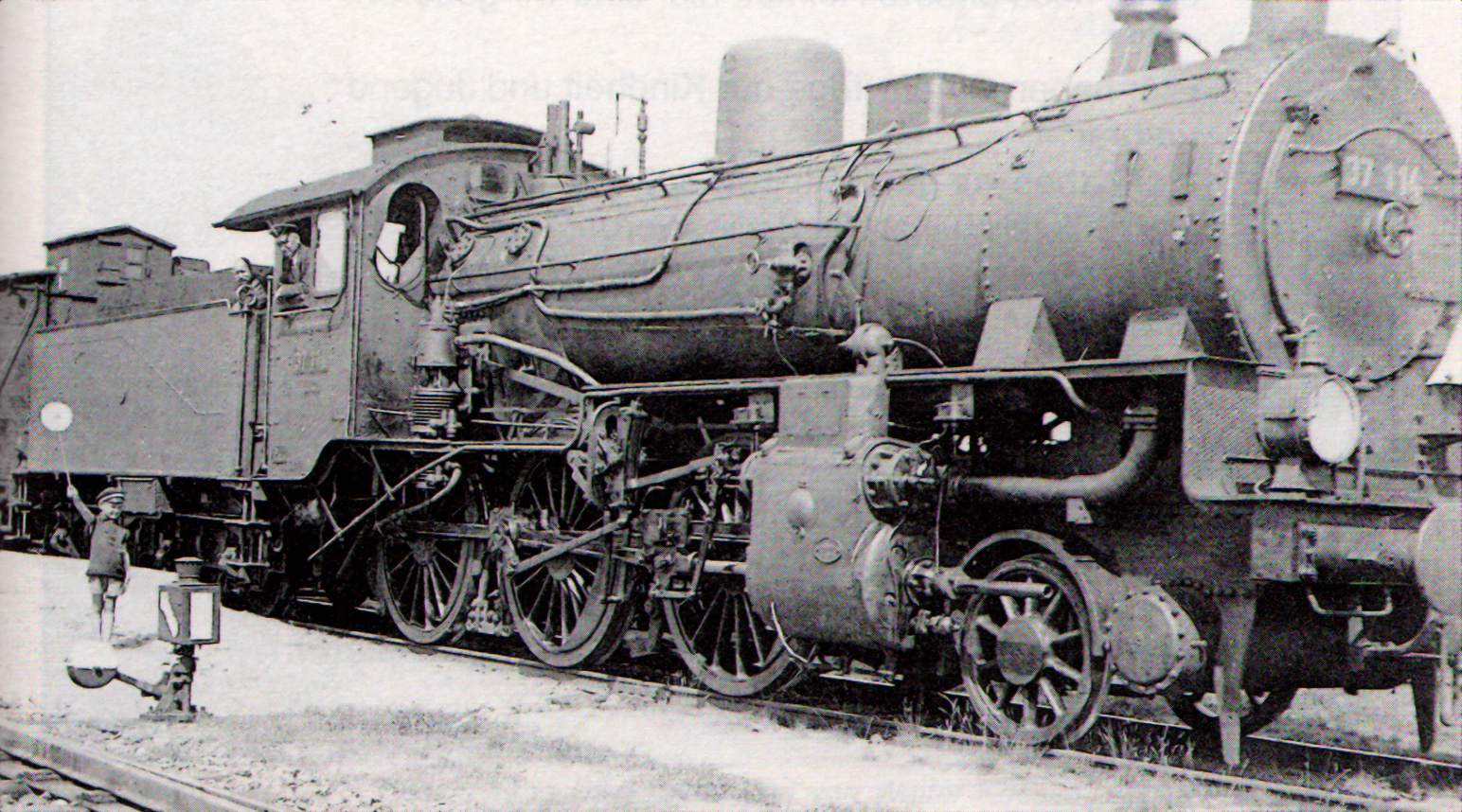
La 37 114 en 1938 à Großgarten (aujourd'hui Pozezdrze) en Prusse Orientale.

Les P6 sont des locomotives à vapeur de disposition d'essieux : 130 construites pour les Chemins de fer royaux de Prusse (KPEV).

## Genèse

Photographie de constructeur d'une P6 immatriculée 2124 en livrée d'apprêt.

Ces Mogul étaient destinées à un usage universel. À cette fin, suivant les plans de l'ingénieur Robert Garbe, la firme Lokomotivfabrik Hohenzollern de Düsseldorf réalisa un premier prototype en 1902. Entre 1903 et 1910, 278 exemplaires furent réalisés. Grâce à ses roues motrices de 1,60 m, cette machine était autorisée à une vitesse de 90 km/h et pouvait remorquer 360 tonnes à 90 km/h en palier et 270 t à 50 km/h sur une rampe de 10 ‰.
C’était la première grande série de locomotives allemandes construites avec un surchauffeur. Celles construites avant 1906 avaient un surchauffeur dans la boîte à fumée, peu efficace, tandis que celles construites par après avaient un surchauffeur Schmidt entre les tubes[réf. nécessaire].  
En dehors de la surchauffe, dont le gain de performances incita les KPEV à généraliser son emploi, les résultats furent décevants car cette locomotive était mal équilibrée, difficile à conduire, manquait d’adhérence devant les trains de marchandises mais fatiguait la voie devant les trains de voyageurs les plus rapides ; la vitesse de 90 km/h n'étant pas soutenable. Ces multiples défauts conduisirent à la mise au point par Robert Garbe de la P8, mieux adaptée aux trains de voyageurs, tandis que le concept de locomotive universelle fut abandonné.

## Carrière

### Allemagne
Les P6 ont rapidement été supplantées par les P8 de disposition 230 qui avaient une plus grande puissance et une meilleure adhérence, les G5 (de même disposition d'essieu mais plus adaptées aux basses vitesses) ainsi que les G7 et les G8 pour les marchandises, offrant un effort de traction bien meilleur du fait de leur roues motrices plus petites. 
Les P6 furent donc "reléguées" sur les lignes secondaires de Prusse-Orientale. Plus tard, les 160 locomotives encore en service en 1925 sont immatriculées dans la série 37 à la création de la DRG. Un certain nombre roule encore en 1939 ; les locomotives équipées d’un surchauffeur de boîte à fumée ayant été converties avec un surchauffeur classique entre les tubes.
Après la guerre, en raison de leur affectation, peu de P6 subsistent sur le territoire allemand. Les dernières y sont radiées vers 1950.

#### G6 et P6 (LBE)

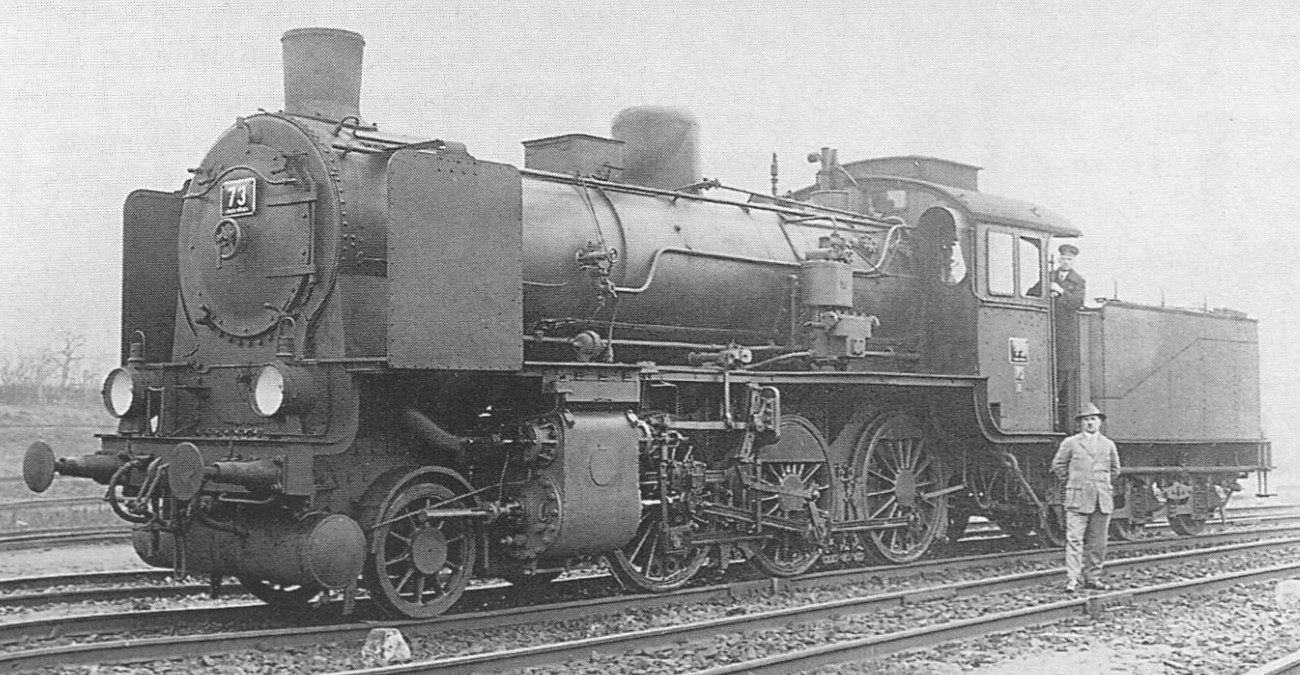
N°73 du LBE en 1920.

Le Lübeck-Büchener Eisenbahn (compagnie du chemin de fer de Lübeck à Büchen) met en service la série des G6, étroitement dérivées des P6 mais avec des roues de 1,50 m plus adaptées aux marchandises. Les G6 no 83-84 sont livrées en 1913 et les 87-88 en 1916. Elles sont renumérotées 70-73 en 1917 et rejointes en 1919 par deux nouvelles machines numérotées 74-75. La mise en service de nouvelles locomotives à quatre et cinq essieux moteurs évince les G6 des trains de marchandises les plus importants au profit des trains de voyageurs omnibus. En 1927-28 trois locomotives (70, 72 et 73) sont équipées de roues d'1,60 m devenant la série P6. Les six G6 et P6 sont reprises par la DR lorsque le LBE est nationalisé. L'ex-71 est transformée en prototype de locomotive à moteur à vapeur, de disposition 132T avec trois moteurs à deux cylindres en V. Inachevée en 1945, elle est démolie. Les cinq autres sont en possession des chemins de fer militaires soviétiques à la fin de la guerre au même titre que plusieurs P6 ex-KPEV.

### Les P6 enBelgique
La commission d'armistice préleva en 1919 vingt-quatre de ces machines pour les attribuer à la Belgique où elles furent mises en service par les Chemins de fer de l’État belge. La moitié était dotée du surchauffeur du premier type, dans la boîte à fumée. Restées hors type comme de nombreuses petites séries d’origine allemande, elles furent utilisées jusqu’en 1923 sur des trains de voyageurs avant d’être mises hors service et envoyées à la ferraille. 

### Les P6 enFrance

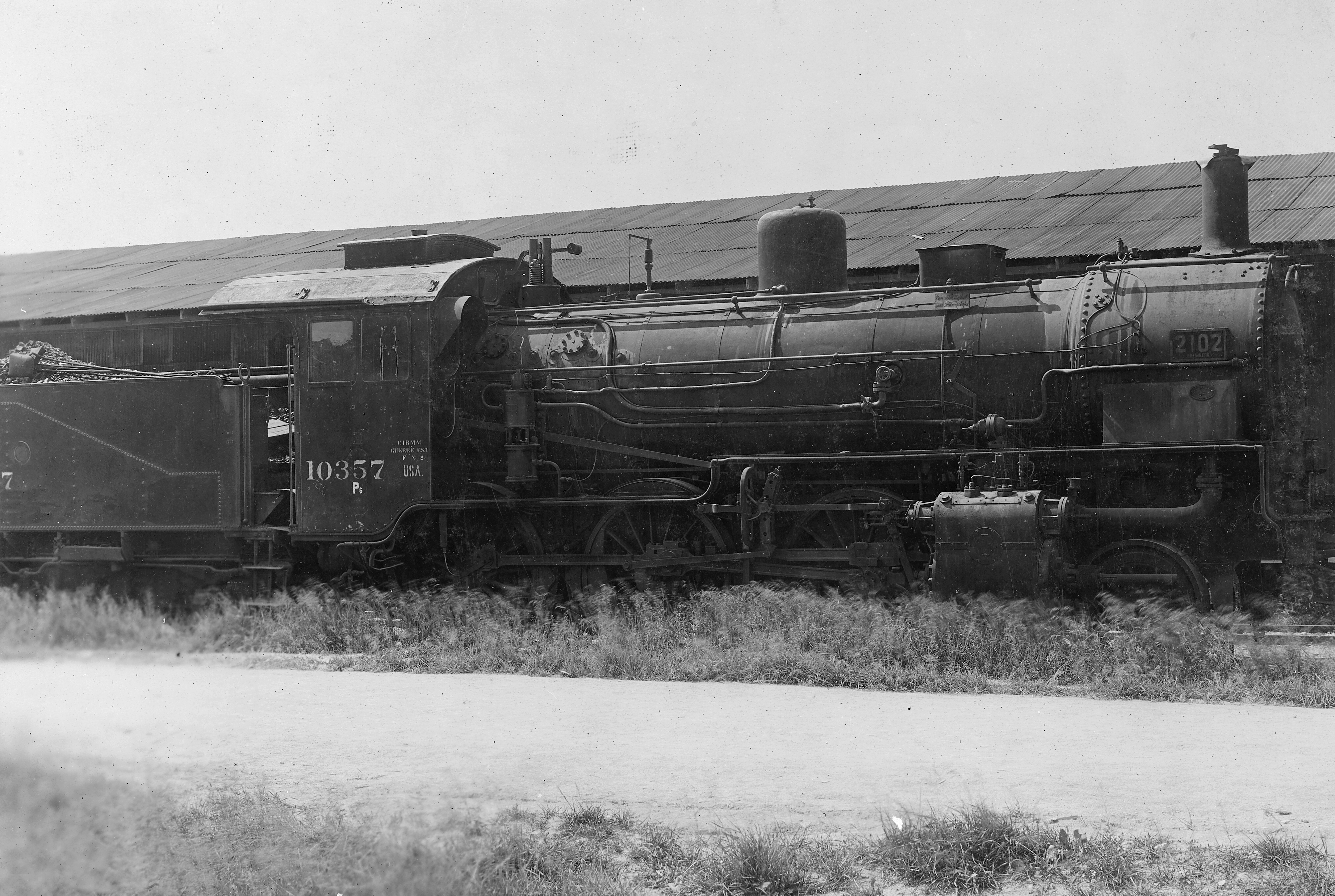
La 2102 Bromberg à Is-sur-Tille portant des marquages américains (juin 1919).

La commission d'armistice préleva également dix-neuf de ces machines pour les attribuer à des réseaux français.

#### P6 2100 à 2102 (AL)
Ces trois machines furent affectées au dépôt de Strasbourg puis en Lorraine où elles assurèrent des liaisons omnibus. Cette petite série fut réformée dès 1926.

#### 3.1551 à 3.1566 (Nord)
La Compagnie des chemins de fer du Nord reçut quant à elle, seize machines qui furent très appréciées pour leur confort et le service rendu. Grâce à leur démarrage énergique, elles assurèrent des dessertes omnibus à arrêts fréquents dans cette région où les gares sont très rapprochées. Parfaitement entretenues, l'ensemble de la série était toujours complet lorsqu'elles furent prises en compte par la SNCF en 1938. Elles reçurent alors les numéros 2-130 A 1 à 16. Une seule unité fut portée disparue pendant la Seconde Guerre mondiale. Après avoir assuré des trains de travaux lors de l'électrification de la ligne Valenciennes-Thionville, les dernières unités furent réformées en 1954.

### Les P6 enPologne

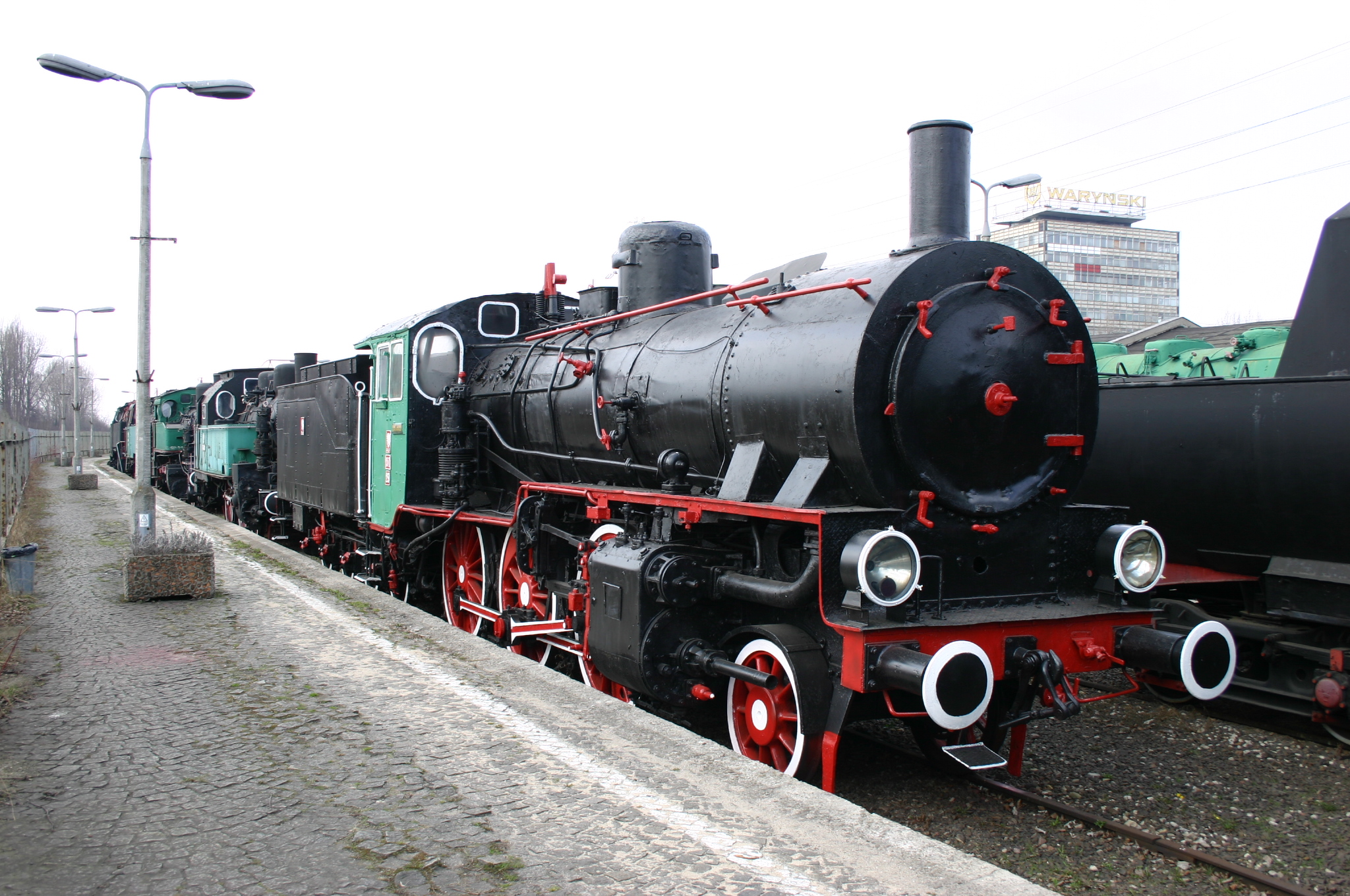
Seule P6 préservée. Cette locomotive d'origine prussienne récupérée après l'Armistice de 1918 par les chemins de fer Polonais (PKP) est immatriculée Oi 1-29. Elle est conservée au Muzeum Kolejnictwa de Varsovie.

La Pologne se vit attribuer 44 de ces locomotives qui furent mises en service par les Chemins de fer Polonais (PKP). Classées dans la série Oi1 elles furent utilisées autour de Wilno (Vilnius) puis mutées dans le centre du pays. 
35 d’entre-elles tombèrent aux mains des Soviétiques lors de l’invasion de la Pologne. 22 furent converties à l’écartement russe. 
Les Allemands récupérèrent initialement 6 exemplaires et captureront 34 des machines utilisées par les Soviétiques lors de l’opération Barbarossa ainsi que quelques P6 lettonnes et lituaniennes. Toutes seront classées dans la série 37. 
En 1945, seules 15 Oi1 d’avant-guerre seront récupérées par les Polonais qui prirent également possession de 18 locomotives d’origine allemande, d’une française et d’une lituanienne. Celles qui étaient encore réparables furent renumérotées Oi1-1 à 31. La dernière sera radiée en 1972 et une de ces locomotives est préservée au musée de Varsovie, ce qui en fait la seule survivante de ce modèle dans le monde. 

## Description
Ces locomotives disposaient d'un moteur à deux cylindres à simple expansion et étaient munies d'éléments surchauffeurs de type « Schmidt ». La distribution était du type « Heusinger ». Le foyer était un foyer de type « Crampton ».

## Tenders
Elles étaient accouplées à des tenders à deux bogies contenant 16 m3 d'eau et 5 t de charbon. Ils étaient immatriculés :
- pour l'AL : ?? à ??
- pour le NORD : ?? à ?? puis en 1938 : 2-16 B 1 à 18

## Caractéristiques
- Pression de la chaudière : 12 kg/cm2
- Surface de grille : 2,25 m2
- Surface de chauffe : 136,8 m2
- Surface de surchauffe : 41,9 m2
- Diamètre et course des cylindres : 540 mm × 630 mm
- Diamètre des roues du bissel : 1 000 mm
- Diamètre des roues motrices : 1 600 mm
- Masse à vide : ??
- Masse en ordre de marche : 59,7 t
- Masse adhérente : 45,7 t
- Longueur hors tout : 10,16 m
- Masse du tender en ordre de marche : 44,5 t
- Masse totale : 103,2 t
- Longueur totale : ?? m
- Vitesse maxi en service : 60 km/h

## Modélisme
Les P6 ont été reproduites à l'échelle HO par :
- Keyser (artisan anglais), sous forme de kit à assembler en métal blanc,
- DJH Model Loco (artisan anglais), également sous forme de kit en métal blanc,
- Fleischmann (fabricant allemand), en modèle prêt à rouler.